# وزارة الطاقة والمصادر الطبيعية (تركيا)
وزارة الطاقة والموارد الطبيعية (بالتركية: Enerji ve Tabii Kaynaklar Bakanlığı)‏ هي وزارة حكومية في الجمهورية التركية مسؤولة عن الموارد الطبيعية والطاقة في تركيا. يرأس الوزارة ألبارسلان بايراكتار.  على الرغم من تمثيل الوزارة في مجلس تنسيق إدارة تغير المناخ وإدارة الهواء، فقد انتقدت المفوضية الأوروبية عدم وجود تنسيق بين سياسة تغير المناخ في تركيا وسياسة الطاقة في تركيا.  وبحسب ما ورد تم تحديد هدف الصفر الصافي ومحايدة الكربون بحلول 2053 دون استشارة الوزارة، واعتبارًا من عام 2023 لم تنشر الوزارة خطة لتحقيق الهدف. 